# Drieboerehuizen
Drieboerehuizen (Fries: Trijeboerehuzen) is een buurtschap in de gemeente Noardeast-Fryslân, in de Nederlandse provincie Friesland. Drieboerehuizen ligt tussen Holwerd en Ternaard, ten zuiden van de Waddenzee. De bebouwing van de buurtschap ligt aan de Ternaarderdyk, die onderdeel is van de N358. In het westen ligt de buurtschap Kletterbuurt en in het oosten Teijeburen.

## Geschiedenis
Drieboerehuizen is ontstaan uit een drietal boerderijhuizen die bij elkaar stonden in de 19e eeuw en begin 20ste eeuw. De boerderij Uilsmahorn of Uylsmahorn  is een rijksmonument, samen met de tuin en de brug. De andere boerderij heet Bleinsma. Vanaf 1961 verschijnt de naam als plaatsnaam op de topografische kaarten, nadat al enige tijd de naam Uilsmahorn slechts op de boerderij betrekking had.
Drieboerehuizen lag tot de gemeentelijke herindeling van 1984 in de gemeente Westdongeradeel. Daarna in Dongeradeel, waarna deze in 2019 opging in Noardeast-Fryslân.
Steden, dorpen en gehuchten: Aalsum · Anjum · Augsbuurt · Birdaard · Blija · Bornwird · Brantgum · Burum · Dokkum · Ee · Engwierum · Ferwerd · Foudgum · Genum · Hallum · Hantum · Hantumeruitburen · Hantumhuizen · Hiaure · Hogebeintum · Holwerd · Janum · Jislum · Jouswier · Kollum · Kollumerpomp · Kollumerzwaag · Lichtaard · Lioessens · Marrum · Metslawier · Munnekezijl · Moddergat · Morra · Nes · Niawier · Oosternijkerk · Oostmahorn · Oostrum · Oudwoude · Paesens · Raard · Reitsum · Ternaard · Triemen · Veenklooster · Waaxens · Wanswerd · Warfstermolen · Westergeest · Wetsens · Wierum · Zwagerbosch

Buurtschappen: Abbewier · Bartlehiem (deels) · Beintemahuis · Betterwird · Bollingawier · Bonte Hond · Bornwirdhuizen · Boteburen · Brandeburen · De Dellen · De Keegen · De Kolk · De Leegte · De Rijp · De Wirden · De Schans · Dijkshorne · Dokkumer Nieuwe Zijlen · Drieboerehuizen · Ezumazijl · Groot Medhuizen · Halfweg · Hallumerhoek · Hanenburg · Hantumerhoek · Huis ter Noord · Kettingwier · Klein Medhuizen · Kletterbuurt · Kollumeroudzijl · Krabburen · Laagland · Lutkewier · Molenbuurt · Nieuwland · Oudeterp · Oudwouderzijlen · Reidswal · Scharnehuizen · Stiem · Teerd · Teijeburen · Tergracht (deels) · Ter Lune · Tibma · Tilburen · Tiltjeburen · Vaardeburen · Veldburen · Vijfhuizen (Hallum) · Vijfhuizen (Ternaard) · Visbuurt · Weerdeburen · Westerburen · Westernijkerk · Wie · Wijgeest · Zevenhuizen

Streken: 't Schoor · Galilea · It Paradyske · Lutkelaard · Sibrandahuis · Steenharst · Steenvak · Wildpad (deels) · Zandbulten · Zwagerveen

Friesland: Steden en dorpen      Nederland: Provincies · Gemeenten